# IC 3611
IC 3611 ist eine leuchtschwache Galaxie vom Hubble-Typ S? im Sternbild Coma Berenices am Nordsternhimmel. Sie ist schätzungsweise 120 Millionen Lichtjahre von der Milchstraße entfernt und hat einen Durchmesser von etwa 50.000 Lichtjahren. Unter der Katalognummer VCC 1778 ist sie als Mitglied des Virgo-Galaxienhaufens aufgeführt.
Im selben Himmelsareal befinden sich u. a. die Galaxien NGC 4584, IC 3613, IC 3629, IC 3631.
Das Objekt wurde am 19. November 1900 vom deutschen Astronomen Arnold Schwassmann entdeckt.